# Mina Karadžić
Wilhelmina „Mina” Karadžić-Vukomanović (n. 12 iulie 1828, Landstraße⁠(d), Viena, Imperiul Austriac – d. 12 iunie 1894, Viena, Austro-Ungaria) a fost o pictoriță și scriitoare sârbă născută în Austria.

## Biografie
S-a născut la Viena, al șaptelea copil al lui Vuk Stefanović Karadžić și al vienezei Ana Maria Kraus. De la o vârstă fragedă a primit o educație elevată, începând cu citirea și scrierea în limba germană și continuând cu limbile franceză, italiană, sârbă și engleză. A studiat artele vizuale cu pictorul austriac Friedrich Schilcher, precum și în diferite galerii din Viena, Veneția, Dresda și Berlin.
La începutul anilor 1850, Karadžić a lucrat la traducerea unei colecții de poezii populare sârbe în limba germană. Colecția a fost finalizată și publicată în 1852 cu titlul Gusle, Serbische Nationallieder de Ludwig August von Frankl. În 1854 a publicat Volksmarchen der Serben, o traducere în germană a poveștilor populare sârbe și a proverbelor culese de tatăl ei, Vuk Stefanović Karadžić, cu introducerea scrisă de Jacob Grimm.
În 1858 s-a căsătorit cu Aleksa Vukomanović în Catedrala Sf. Mihail din Belgrad. În 1859 s-a născut fiul lor, Janko Vukomanović, însă soțul ei bolnav a murit când copilul avea trei luni. Karadžić a murit la vârsta de 65 de ani, la Viena.

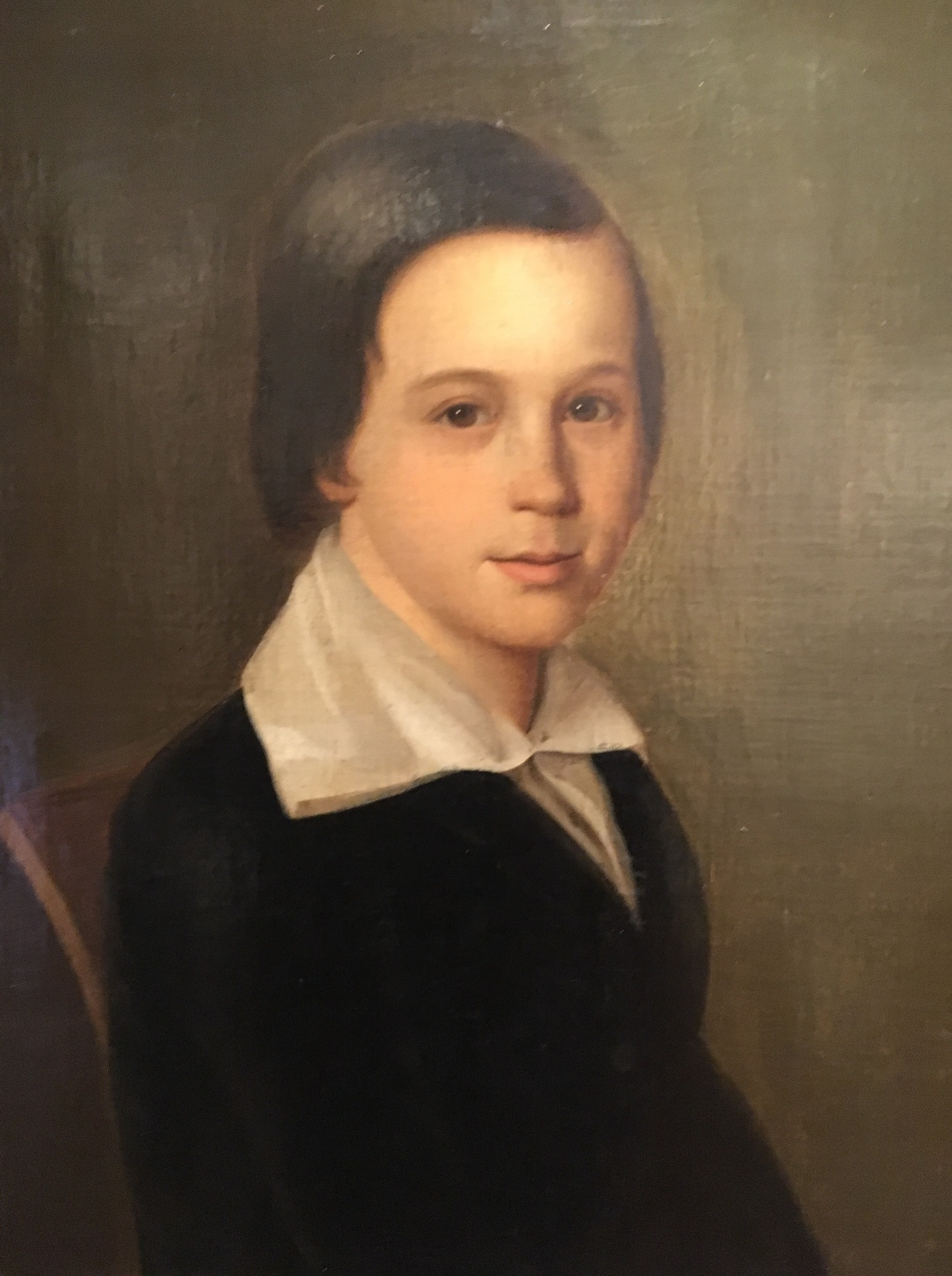
Portretul fratelui Dimitrie

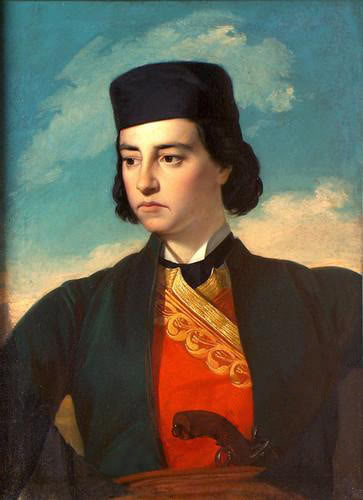
Tânără din Muntenegru

## Opera
Pictura Minei Karadžić este împărțită în două perioade, prima sub influența clasicismului, iar a doua sub influența romantismului. Printre cele mai cunoscute picturi ale ei se află:
- Autoportret
- Portretul fratelui Dimitrije
- O bătrână cu șapcă albă
- Marko Kraljevic cu buzdugan
- Marko Kraljevic sa šestopercem
- Tânăr negru
- Tânără din Muntenegru
- Erou grec
- Bosniac cu sarough roșu
- Portretul unei fete cu eșarfă roșie
- Fata într-o rochie în carouri
- Portretul unei femei
- Un bătrân cu părul lung
- Tânărul cu barbă